# Nationaal park Gotska Sandön

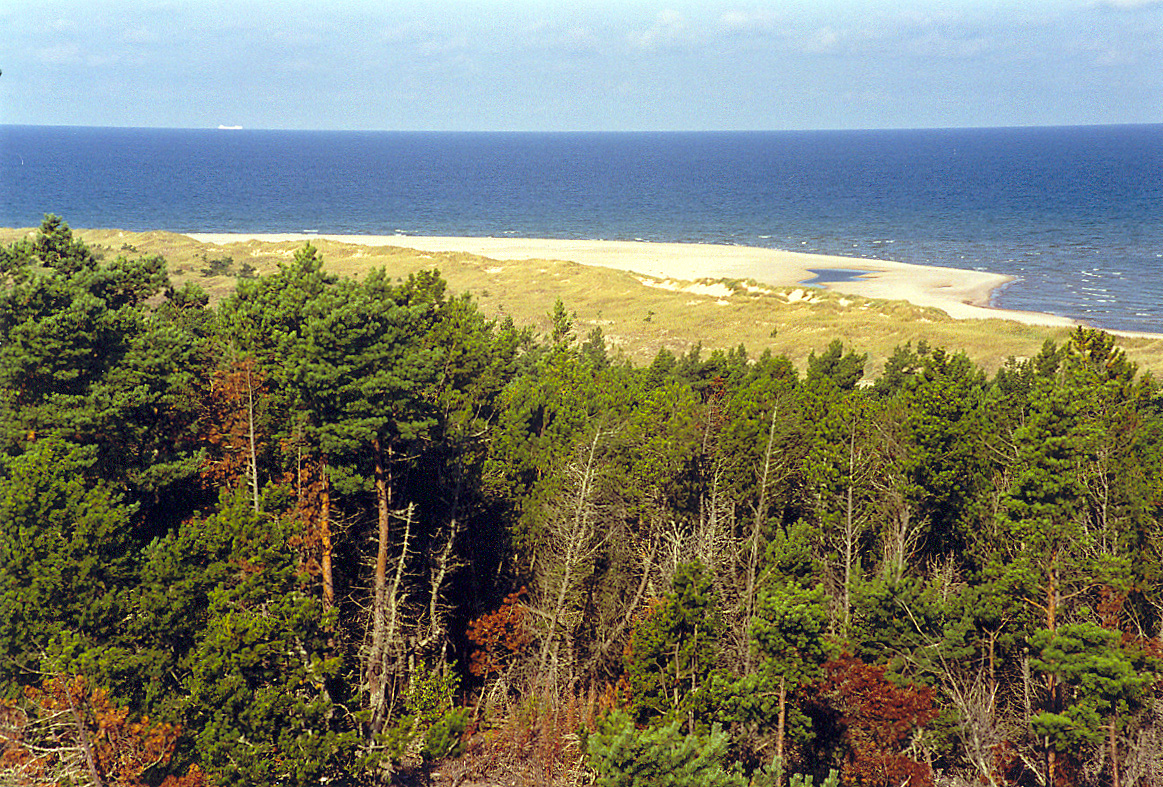
Uitzicht op Bredsand, de noordwestelijke punt van het eiland.

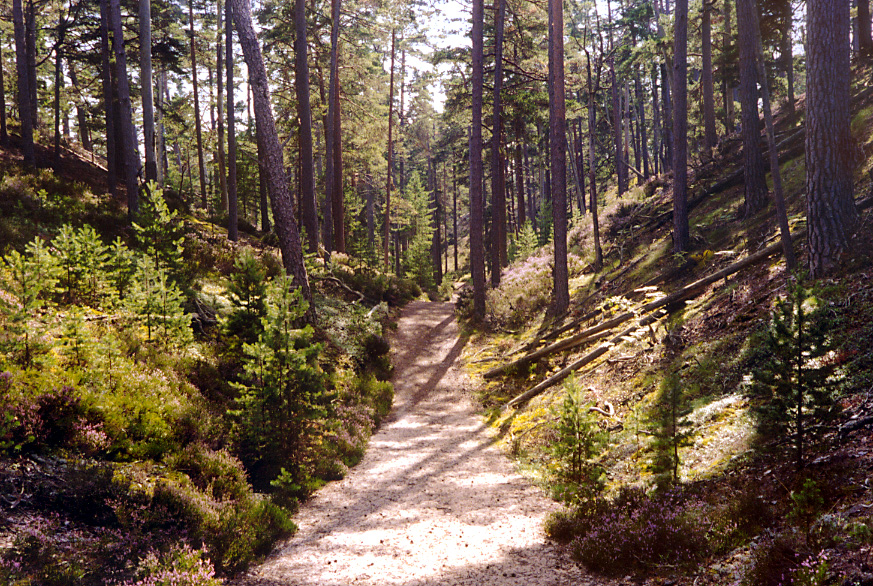
De Schipka-coupure, een van de bezienswaardigheden van het eiland

Nationaal park Gotska Sandön (Zweeds: Gotska Sandöns Nationalpark) is een Zweeds nationaal park, gelegen op het gelijknamige eiland in de Oostzee. Het ligt 40 km ten noorden van het eiland Fårö en is onderdeel van het landschap Gotland. Het driehoekige eiland is circa 8 km lang en 5 km breed en beslaat 3601 hectare. Het hele eiland en het omringende water heeft de status van nationaal park.
Bezienswaardig op het eiland zijn het bijzondere met naaldbos begroeide duinlandschap, de rijke flora en fauna, de verlaten zandstranden en enkele bouwwerken, waaronder een kapel.

## Bodem en landschap
Het eiland is ontstaan gedurende de laatste ijstijd, ongeveer 7000 jaar geleden en de geomorfologie is onderhevig aan voortdurende veranderingen. Het eiland bestaat overwegend uit zand en grind, en hier en daar liggen grote grote zwerfstenen, die namen dragen als "Elefanten", "Vassestenen" en "Torparestugan". De naam van het eiland is afgeleid van de samenstelling van de bodem en betekent Gotlands zandeiland.
Ongeveer 2460 ha van de bodem is bedekt met bos en enkele honderden hectares met akker- en weiland. Langs de stranden stuift het zand vrij en hier en daar heeft het zich een weg het bos in gebaand. Zonder dit bos zou het eiland snel veranderen in een zandplaat. Dwars over het eiland strekt zich een enorme, oude duinrug uit, Höga Åsen genaamd. Deze scheidt de noordwestelijke punt van het eiland van de rest ervan. Het hoogste punt van Höga Åsen ligt 42 m boven de zeespiegel.

## Natuur en natuurbescherming
In 1909 werd Gotska Sandön aangewezen als een van de eerste negen Zweedse nationale parken. In 1963 en 1988 werd dit park uitgebreid en het omvat heden ten dage 4490 ha, waarvan 842 ha uit water bestaat.
Wat de fauna betreft staat Gotska Sandön bekend om zijn vele soorten kevers, waarvan sommige alleen in dit deel van Zweden voorkomen. De kevers hebben geprofiteerd van het besluit om dood hout niet meer te ruimen. Boktorren zwermen 's zomers in grote aantallen rond. Ook verscheidene roofvogels, zoals de zeearend en de boomvalk, komen voor en langs de kust vele meeuwen, sterns en steltlopers. vermeldenswaard zijn verder de grote kruisbek en de raaf.
Aan de oostkant van het eiland is een beschermde zeehondenkolonie en dit deel van het eiland mag niet worden betreden. Een speciale observatieplaats in een langzaam groeiende spar biedt uitstekend zicht op de dieren. Deze plek is erg geliefd bij fotografen en kunstenaars.
Het eiland herbergt bijna 500 soorten vaatplanten. Op het strand domineren soorten als helm en zandzegge. In de bossen komen onder meer voor rendiermos, blauwe bosbes lelietje-van-dalen, lievevrouwebedstro en verschillende orchideeënsoorten als de moeraswespenorchis.

## Bewoning en gebruik
Het eiland is van tijd tot tijd bewoond geweest door houthakkers en zeehondenjagers. Ook was er enige landbouw. Het eiland stond bovendien ooit bekend als zeeroversnest.
De enige mensen die tegenwoordig op het eiland werken en verblijven hebben te maken met de vuurtoren, met natuurbeheer of met de toeristische sector. De bewaking van de gevoelige natuur op het eiland levert een aantal arbeidsplaatsen op en in de zomer doet seizoenspersoneel dienst als natuurgids. Op de noordwestelijke punt van het eiland staat de vuurtoren met enkele oude houten huisjes. Het schoolgebouw, dat tot het einde van de 20e eeuw nog als zodanig diende, is nu als museum in gebruik. Ook is er een bezoekerscentrum met eenvoudige vakantiehuisjes en overige faciliteiten.
Het eiland beschikt niet over een haven. Men kan alleen in de omgeving van de vuurtoren en het bezoekerscentrum aan land komen. In de zomer is er een veerverbinding met Fårösund op Gotland en met Nynäshamn op het Zweedse vasteland.

## De Schipka-coupure
Een van de bezienswaardigheden op het eiland is de coupure door de duinrug Höga Åsen die door het vuurtorenpersoneel met de hand is gegraven om het vervoer tussen het noordelijk en zuidelijk deel van het eiland te vergemakkelijken. Het duurde meerdere jaren voor dit project was afgerond. Een standaard antwoord aan de vuurtorenbewaker op de vraag hoe het werk gedurende de week was gevorderd luidde "Er is geen nieuws van de coupure". Mettertijd veranderde het antwoord naar "Geen nieuws van Schipka". Dit stamde af van de Shipka-pas in Bulgarije, waar de Russisch-Turkse Oorlog woedde. Een standaard-bericht vanuit deze oorlog luidde: "Van de Schipka komt geen nieuws", aangezien de oorlog maar weinig vorderde. Zo kwam dit onderdeel van het landschap van Gotska Sandön aan zijn naam.